# 地理マイル
地理マイル（ちりマイル、英語: geographical mile）は、地球の赤道に沿って1分の角度に相当するものとして定められる距離の単位。国際楕円体1924において、この距離は 1855.4 メートルとされた。2017年版の『The American Practical Navigator』は、地理マイルを 6087.08フィート (1855.342 m)と定義している。より正確な値を求めようとする場合には、楕円体の選択の方が、より厳密な計測よりも、結果に影響するが、世界測地学システム WGS-84 における赤道の長さは 40075016.6856 m であり、これによれば地理マイルは 1855.3248 m となるが、国際地球回転・基準系事業 (IERS) の2010年の条約「IERS Conventions (2010)」では赤道の長さは 40075020.4555 m とされ、地理マイルは 1855.3250 m となって、0.2 ミリメートル長くなる。どの楕円体においても、赤道における経度 1度の長さは、ちょうど 60地理マイルとなる。
地球の形状は、やや扁平な球面であり、地球の外周は、赤道で計測した場合の方が、両極を通って計測した場合よりも 0.168% 長くなる。このため地理マイルは、歴史的に両極を通る外周をもとに算出されてきた海里よりも、わずかに長くなっており、1地理マイルはおおよそ 1.00178海里 である。

## 関連する単位
地理マイルは、地球の大円に沿った円弧の1分に相当する長さとされていた海里と密接に関わっていたが、現在はちょうど 1852 m と定義されている。アメリカ国立標準技術研究所 (NIST) は、「1 852 m (6 076.115 49...フィート) の国際的な海里は、1954年7月1日に採用され、合衆国で用いられるようになった。それ以前に合衆国で用いられていたのは、6 080.20 フィート = 1 海里/地理マイルであった。(The international nautical mile of 1 852 meters (6 076.115 49...feet) was adopted effective July 1, 1954, for use in the United States. The value formerly used in the United States was 6 080.20 feet = 1 nautical (geographical or sea) mile.)」としている。この現在では用いられなくなった 6080.2 フィートという長さは、1,853.24496 mに相当する。これとは別に、地理マイルと、1852mの国際的海里（6080フィート (1853.184 m)とされるイギリスの海里よりわずかに短い）を同一視する言及もある。この単位は、用いられることは多くないが、一部のアメリカ合衆国の法律に用いられており、例えば浸水地法 1301(a) は、海上の境界線について地理マイルを用いて定義をしている。1785年の公有地条例制定に至る議論の中で、トーマス・ジェファーソンの委員会は西部の公有地について、「1マイルごとに 6086 と 4/10フィートの、10地理マイル四方となるハンドレッド (hundreds of ten geographical miles square, each mile containing 6086 and 4-10ths of a foot)」を「多数の1マイル四方の正方形、それぞれ 850 と 4/10 エーカーの広さに分割 (sub-divided into lots of one mile square each, or 850 and 4-10ths of an acre)」して分配することを求めた。
いずれも「地理マイル」と訳される、デンマーク語の「geografisk mil」とドイツ語の「geographische Meile」ないし「geographische Landmeile」は、地球の円弧の4分に相当し、デンマークの天文学者オーレ・レーマーによってほぼ 7421.5 m と定義されている。ノルウェーとスウェーデンでは、20世紀の初めまで、この4分の長さの「地理マイル」がおもに海上で用いられ「sjømil」と称されていた。